# Arturo Onofri
(Orchestrine, Mattino d'Orvieto)
Arturo Onofri (Roma, 15 settembre 1885 – Roma, 25 dicembre 1928) è stato un poeta e scrittore italiano, tra i massimi poeti metafisici italiani del Novecento.

## Biografia
Nato a Roma nel 1885, dove visse fino alla sua morte che avvenne nel 1928, Onofri proveniva da una famiglia di origine borghese. Condusse sempre una vita tranquilla lavorando come impiegato alla Croce Rossa e dedicandosi all'attività letteraria che iniziò molto presto. Dal matrimonio con Bice Sinibaldi, nel 1916, nacquero Giorgio e Fabrizio Onofri, che nel secondo dopoguerra sarà un esponente di spicco del P.C.I., oltre che scrittore in proprio e sceneggiatore, di cui va ricordato almeno il film Sacco e Vanzetti (1971) diretto da Giuliano Montaldo.

### La formazione culturale
La prima formazione culturale di Arturo Onofri, avvenne, molti anni prima della sua conoscenza della Scienza dello Spirito di Rudolf Steiner, mediante l'assimilazione di temi filosofici di Bergson e James e  con ispirazione alla poetica dei grandi  simbolisti francesi.

### Le prime pubblicazioni
Nel 1914 pubblicò le sue prime poesie sulla rivista Vita letteraria e nei tre anni seguenti seguirono le sue prime tre raccolte di versi: Liriche nel 1907, Poemi tragici nel 1908 e Canti delle oasi nel 1909. Queste raccolte vennero raggruppate nel 1914 e pubblicate con il titolo Liriche.

### La collaborazione alle riviste dell'epoca
Fu attivo collaboratore di diverse riviste letterarie, soprattutto di Nuova Antologia durante gli anni 1910-1912 e in seguito nel 1927. Nel 1912 fondò con Umberto Fracchia la rivista Lirica e collaborò a La Voce, nel periodo in cui questa rivista era diretta da Giuseppe De Robertis (1914-17) con il quale condivideva gli interessi riguardanti i problemi di stile ma dal cui sodalizio si staccò polemicamente nel 1916 per alcune divergenze editoriali, ponendosi in una condizione di isolamento e di ricerca personale lontana dai gruppi culturali dominanti, cui resterà fedele per tutto il resto della sua vita. Sulla rivista Lirica pubblicò diverse poesie e scritti critici sul verso libero, mentre su La Voce pubblicò le sue analisi critiche sulle Myricae del Pascoli e Tendenze, uno dei manifesti del frammentismo primonovecentesco, più aperto alle suggestioni culturali internazionali. D'altronde è proprio di questi anni un esperimento di traduzioni di seconda mano di poeti cinesi (Li Po, Tu Fu) della dinastia Tang che, pur rimanendo inedito fino a anni recenti, fu all'epoca oggetto di un intenso interesse da parte di alcuni degli esponenti di spicco del rinnovamento culturale di quegli anni: da Giovanni Papini a Emilio Cecchi e Vittorio Gui, fino forse allo stesso Giuseppe Ungaretti.
Precedentemente, nel 1913, era stato critico letterario sul quotidiano Il Popolo romano con saggi sui poeti stranieri, come Gide, Mallarmé, Claudel e Wagner. Scrisse anche sulla rivista La Diana tra il 1916 e il 1917 e su Cronache d'Italia.

### La conoscenza delle opere di Rudolf Steiner
In seguito alla pubblicazione di Orchestrine e di Arioso il poeta, che aveva nel frattempo aderito al frammentismo, rallentò la sua produzione poetica. Venne intanto a conoscenza delle opere di Rudolf Steiner, del quale scrisse una prefazione a La scienza occulta nelle linee generali, nel 1924. Fece anche parte del Gruppo di Ur con lo pseudonimo di «Oso» e pubblicò alcuni articoli sulla rivista del gruppo.
Secondo recenti ricerche la sua identità potrebbe celarsi anche dietro lo pseudonimo di «Arom».

### Il ciclo di Terrestrità del sole
Nel 1927 iniziò a pubblicare la prima delle cinque parti del Ciclo lirico della Terrestrità del sole, Terrestrità del sole; dell'anno successivo, 1928, è la raccolta intitolata Vincere il Drago. Le altre tre parti del ciclo uscirono postume: Zolla ritorna cosmo nel 1930, Suoni del Gral nel 1932, Aprirsi fiore nel 1935. Simili a melodie rapprese in mondo, del 1929, sono 33 poesie che, nelle intenzioni dell'Autore, avrebbero dovuto far parte di Aprirsi fiore. Tutte le pubblicazioni postume furono edite per la cura della moglie di Onofri, Bice.
L'intero Ciclo lirico è preceduto sia dalla raccolta poetica intitolata Le trombe d'argento, sia dal saggio poematico che ne illustra le prerogative intitolato Nuovo rinascimento come arte dell'io, 1925. Allo stesso anno risale la composizione di quasi tutte le liriche della prima raccolta del ciclo e di parte della seconda, in seguito riviste. Il Ciclo lirico della terrestrità del sole è fra gli esempi più alti di poesia cosmica europea nel Novecento.

### Il diario
Prima della sua morte riordinò cronologicamente il diario, sul quale annotava pensieri e riflessioni, suddividendolo in Selva (1909-1910), Pandaemonium (1910-1913) e Pensieri e teorie (1915-1928).

## Poetica

### La prima fase
La sua poetica si è ispirata, nel periodo 1900-1914, a Giovanni Pascoli, Gabriele D'Annunzio, il futurismo e i crepuscolari. Gli esiti maggiori convergono nella raccolta delle Liriche (Napoli, 1914).

### La seconda fase
Successivamente, tra gli anni 1914 e 1921, approfondì gli aspetti compositivi che culminarono con quello che Donato Valli indicò opportunamente come il 'manifesto del frammentismo in Italia', vale a dire la raccolta di poesie delle Orchestrine; in questo secondo periodo della propria poetica Onofri giunge ad una dimensione più familiare, ad una poesia come immagine al contempo pura e libera da ogni rapporto "esterno"; il poeta diviene creatore di mondi e ne è esempio la silloge Arioso.

### La terza fase
Nel 1925 Onofri pubblicò il saggio 'poematico' intitolato Nuovo rinascimento come arte dell'io in cui espresse i concetti e le teorie che sottostanno alla sua futura poesia, nota col nome di Ciclo lirico della Terrestrità del Sole.
La scelta spirituale e poetica, ulteriore e definitiva, di Arturo Onofri è quella di descrivere e rappresentare l'uomo nel suo divenire Uomo. La raccolta poetica del 1924 intitolata Le trombe d'argento rappresenta il preludio della nuova fase, anche se occorre prendere in debita considerazione alcuni degli scritti, editi recentemente, come ad esempio Il quaderno di Positano in cui il poeta, tutt'altro che "invasato" dalle teorie steineriane, medita profondamente lo slancio drammatico che lo condurrà alla fondazione di un nuovo ordine del mondo, non più terreno ma, finalmente, celeste.
Le singole raccolte poetiche che formano il Ciclo lirico della Terrestrità del Sole rappresentano le fasi di un processo di trasformazione 'per affinamento', come è ben espresso dai titoli che lo compongono: Terrestrità del Sole, in cui l'uomo prende consapevolezza di quello che è e di dove si trova; Vincere il drago è il tentativo di oltrepassare l'apparenza del mondo così come lo percepiscono gli occhi carnali; Zolla ritorna cosmo è l'innalzamento dell'uomo verso la sfera metafisica; Suoni del gral intendono registrare i suoni che avvolgono il nuovo essere che, in divenire, sarà rappresentato da Aprirsi fiore.
Le ultime 33 poesie del grande affresco del Ciclo lirico usciranno postume, così come le ultime tre raccolte menzionate in precedenza sempre edite dalle amorevoli cure della moglie Bice, col titolo assai esemplificativo della nuova condizione raggiunta dal Poeta: Simili a melodie rapprese in mondo.
Si è molto insistito delle influenze steineriane sulla poesia di Arturo Onofri del Ciclo lirico; eppure, l'esempio onofriano è inedito nella stessa 'cerchia' antroposofica in cui i poeti non giungono neppure lontanamente alla qualità espressa da Arturo Onofri nella sua poesia.
La poesia di Nicola Moscardelli, infatti, è molto più distante da quella di Onofri rispetto alla produzione di altri poeti 'metafisici' coevi come Girolamo Comi e, forse, di quanto lo saranno i poeti ermetici che di Onofri non avranno né il coraggio né la temerarietà di vedute. Forse più stile (Luzi, Bigongiari), ma privi di quell'ardore che conduceva il poeta alla dimensione sacerdotale, ad incarnare in senso sciamanico il Verbo della Parola-Logos. Egli tentò un linguaggio poetico assolutamente non innovativo (anche se non mancano alcune delle novità futuriste) ma più proprio per realizzarsi all'interno dell'intero cosmo. La tensione poematica che Onofri realizza nel Ciclo è il tentativo di recupero di una totalità drammaticamente perduta dall'arte nell'età della tecnica, ha le sue radici nella cultura romantica (Novalis, Goethe) e simbolista (Wagner) prima ancora che nelle teorie antroposofiche.
La poesia di Arturo Onofri dell'ultimo periodo ha avuto più detrattori che sostenitori. Eppure mentre i poeti del Novecento ambivano ai premi letterari, alcuni divenendo famosi per averli ottenuti, altri divenuti famosi per non averli ottenuti, l'esempio dell'integrità poetica di Arturo Onofri è forse oggi uno dei più alti esempi della poesia del Novecento italiano e, forse, europeo (Pessoa, Yeats, Ady).

## Opere

### Poesia
- Liriche, Roma, Vita letteraria, 1907.
- Poemi tragici, Roma, Vita letteraria, 1908.
- Canti delle oasi, Roma, Vita letteraria, 1909.
- Disamore, Roma, Vita letteraria, 1912.
- Liriche, Napoli, Ricciardi, 1914.
- Orchestrine, Milano, La Diana, 1917.
- Arioso, Roma, Bragaglia, 1921.
- Le trombe d'argento, Lanciano, Carabba, 1924.
- Terrestrità del sole, Firenze, Vallecchi, 1927
- Vincere il drago!, Torino, Ribet, 1928.
- Simili a melodie rapprese in mondo, Roma, Al tempio della Fortuna, 1929.
- Zolla ritorna cosmo, Torino, Buratti, 1930.
- Suoni del graal, Roma, Al Tempio della Fortuna, 1932.
- Aprirsi fiore, Torino, Gambino, 1935.
- Ritorno alla casa rustica

### Saggi
- Prefazione a:  Rudolf Steiner, La scienza occulta nelle sue linee generali (PDF), traduzione di Emmelina de Renzis ed Emma Battaglini, 4ª ed., Bari, Laterza, 1932  [1910].
- Riccardo Wagner, Tristano e Isotta. Guida attraverso il poema e la musica, Milano, Bottega di poesia, 1924.
- Nuovo rinascimento come arte dell'io, Bari, Laterza, 1925.
- Giovanni Pascoli. Scritti editi e inediti, a cura di Franco Lanza, Bologna, Boni, 1990.

### Opere poetiche
- Poesie edite e inedite (1900-1914), a cura di Anna Dolfi, Longo, Ravenna 1982.
- Ciclo lirico della Terrestrità del sole, rist. anast. a cura di Marco Albertazzi, La Finestra editrice, Lavis, 1998-1999. t. I: Terrestrità del sole- Vincere il drago!; t. II : Zolla ritorna cosmo - Suoni del graal; t. III: Aprirsi fiore - Simili a melodie rapprese in mondo - Nel Templio dei mondi [inediti] - Varianti - Bibliografia - Indici.
- Orchestrine - Arioso - Il Quaderno di Positano, a cura di Magda Vigilante, con un saggio di Marco Albertazzi, La Finestra editrice, Lavis, 2002 ISBN 978-88-88097-11-4.
- Ciclo lirico della Terrestrità del sole, a c. di Marco Albertazzi, La Finestra editrice, Lavis 2015 ISBN 978-88-95925-58-5

### Opere saggistiche
- Scritti musicali, a cura di Anna Dolfi, Bulzoni, Roma 1984.
- Nuovo rinascimento come arte dell'io - Le trombe d'argento - Scritti esoterici editi e inediti, a cura di Marco Albertazzi, La Finestra editrice, Lavis, 2000 ISBN 978-88900350-5-0.

### Saggi e materiali
- Arturo Onofri, 1885-1928 [aa. vv.] ; con una lettera di Giovanni Papini. Firenze, Vallecchi, 1930.
- Susetta Salucci, Arturo Onofri, Firenze, La Nuova Italia, 1972.
- Franco Lanza, Arturo Onofri, Milano, Mursia, 1972.
- Maura Del Serra, Trans-umanismo e teosofia. L'uomo Dio in Onofri e in Solov'‘v, in AA.VV., Il Superuomo e i suoi simboli nelle letterature moderne, vol. IV, a. c. di Elémire Zolla, Firenze, La Nuova Italia, 1976, pp. 296-319.
- Alfio Vecchio, Arturo Onofri negli scritti critico-estetici inediti, Bergamo, Minerva Italica, 1978.
- Maura Del Serra, Onofri o l'entropia del sacro, in "Italyan Filolojisi", 14, 1984, pp. 63–66.
- Maura Del Serra, L'eresia di Arturo Onofri, in AA. VV., Per Arturo Onofri. La tentazione cosmica, a. c. di C. Donati, Napoli, ESI, 1987, pp. 39–44.
- Carlo D'Alessio, Lune di giada. Poesie cinesi tradotte da Arturo Onofri, a cura di Carlo D'Alessio, Roma, Salerno editrice, 1994.
- Carlo D'Alessio, Il poema necessario. Poesia e orfismo in Dino Campana e Arturo Onofri, prefazione di Mario Petrucciani, Roma, Bulzoni editore, 1999.
- Carteggi Cecchi - Onofri - Papini (1912-1917), a cura di Carlo D'Alessio, Milano, Bompiani, 2000.
- Arturo Onofri, Corrispondenze, con Eugenio Montale, Aldo Palazzeschi, A. Banfi, Filippo de Pisis, J. Péladan, J. Evola, Angelo De Gubernatis, G. Comisso, M. Gromo, a c. di Magda Vigilante e Marco Albertazzi, Trento, La Finestra editrice, 1999.
- Esoterismo e poesia: lettere e documenti, 1924-1930. Scritti di Julius Evola, Arturo Onofri  -introduzione e cura di Michele Beraldo. Roma, 2001.